# Finityzm
Finityzm – nurt filozofii matematyki, będący skrajną odmianą konstruktywizmu. Zwolennicy finityzmu uznają istnienie obiektów matematycznych o tyle, o ile są one dane „bezpośrednio” (jak na przykład liczby naturalne), lub dają się skonstruować z takich obiektów za pomocą skończonej liczby kroków. „Umiarkowany” konstruktywizm dopuszcza również konstrukcje o nieskończonej liczbie kroków pod warunkiem, że są one jednoznacznie opisane. W szczególności dozwolone są konstrukcje obiektów oparte na indukcji matematycznej.
Jednym z pierwszych konstruktywistów był Leopold Kronecker. Znane jest jego powiedzenie:
„Liczby naturalne stworzył dobry Bóg. Reszta jest dziełem człowieka.”
Oprócz Kroneckera z filozofią finityzmu związane są takie postaci jak Reuben Goodstein i Alexander Esenin-Volpin. Ten ostatni określany jest również jako „ultrafinitysta” (lub „ultraintuicjonista”).